# 2015-ös női labdarúgó-világbajnokság

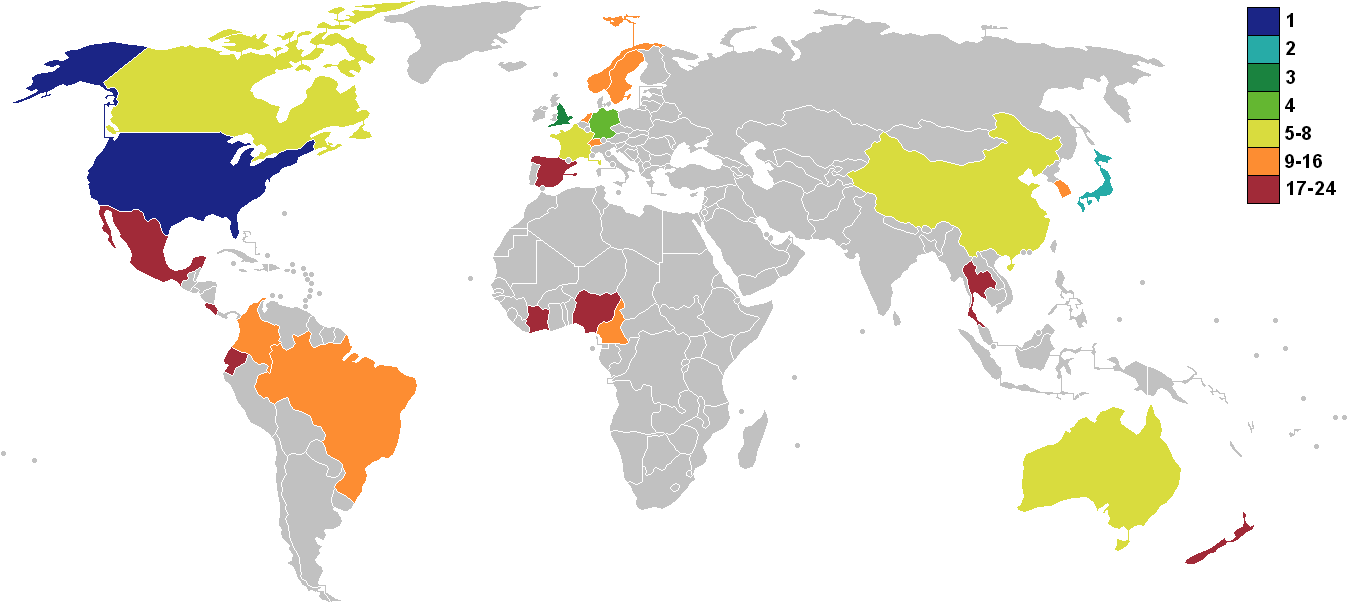
Részt vevő országok

A 2015-ös női labdarúgó-világbajnokságot Kanadában rendezték június 6. és július 5. között. Ez volt a 7. női labdarúgó-világbajnokság. A tornán 24 nemzet válogatottja vett részt. Először rendezték a női labdarúgó vb-t 24 csapat részvételével. Először használták női labdarúgó-világbajnokságon a  Hawk-Eye (gólbíró) technikai rendszert.
Európából az első három csapat jutott Brazíliába a 2016-os nyári olimpia női labdarúgó bajnokságra. Mivel Anglia a legjobb három csapat közé került, így helyette a negyedik helyezett csapat indulhat az olimpián. A négy nemzeti olimpiai-szövetség, az angol, a skót, walesi és északír nem tudott még megállapodni, hogy melyik nemzet női válogatottja képviselje Nagy-Britanniát a Nemzetközi Olimpiai Bizottság (NOB) szervezetébe.
A világbajnokságot az Egyesült Államok nyerte, története során harmadszor.

## Helyszínek
A mérkőzéseket az alábbi helyszíneken játsszák:
| Montréal                                            | Edmonton             | Vancouver        |
| --------------------------------------------------- | -------------------- | ---------------- |
| Olimpiai Stadion                                    | Commonwealth Stadion | BC Place         |
| Férőhely: 66 308                                    | Férőhely: 56 302     | Férőhely: 54 500 |
|                                                     |                      |                  |
| Montréal Edmonton Vancouver Winnipeg Ottawa Moncton |                      |                  |
| Winnipeg                                            | Ottawa               | Moncton          |
| Investors Group Field                               | TD Place Stadion     | Moncton Stadion  |
| Férőhely: 33 422                                    | Férőhely: 24 000     | Férőhely: 10 000 |
|                                                     |                      |                  |

## Csapatok
24 csapat kvalifikálta magát a 2015-ös női labdarúgó-világbajnokság döntőjébe.  A FIFA mind a hat szövetsége képviseli magát: nyolc az UEFA, öt az AFC,  négy a CONCACAF, három a CONMEBOL, három a CAF, valamint egy az OFC zónából.
| - Afrika (CAF) - Elefántcsontpart - Kamerun - Nigéria - Ázsia (AFC) - Kína - Japán - Thaiföld - Ausztrália - Dél-Korea - Dél-Amerika (CONMEBOL) - Brazília - Ecuador - Kolumbia - Óceánia (OFC) - Új-Zéland | - Európa (UEFA ) - Norvégia - Németország - Svájc - Svédország - Hollandia - Spanyolország - Franciaország - Anglia - Észak-Amerika, Közép-Amerika & Karib-térség (CONCACAF) - Egyesült Államok - Kanada - Costa Rica - Mexikó |

## Játékvezetők
A Nemzetközi Labdarúgó-szövetség 2015 márciusában nyilvánosságra hozta annak a 29 bírónak (22 közreműködő valamint 7 tartalék, illetve 4. játékvezető - Jv) és 44 asszisztensnek (PB) a nevét, akik közreműködhetnek női labdarúgó-világbajnokságon. A FIFA mind a hat szövetségétől választott játékvezetőt és asszisztenst. Az Európai Labdarúgó-szövetség (UEFA) 9 bírót és 16 partbírót, az Ázsiai Labdarúgó-szövetség (AFC) 5 bírót és 7 partbírót,  a Észak- és Közép-amerikai, Karibi Labdarúgó-szövetségek Konföderációja (CONCACAF) részéről Észak-Amerika 3 bírót és 2 partbírót; Közép-Amerika 3 bírót és 6 partbírót, a Dél-Amerikai labdarúgó-szövetség (CONMEBOL) 4 bírót és 6 partbírót, a Afrikai Labdarúgó-szövetség (CAF) 3 bírót és 4 partbírót, valamint az Óceániai Labdarúgó-szövetség (OFC) 2 bírót és 2 partbírót delegálhatott..A Kanada és Mexikó 4 (2Jv – 2PB), Németország és Argentína 3 (1 Jv – 2 PB), 10 nemzeti szövetség 1 Jv – 1 PB, az Ausztrália 2 PB, a többi nemzeti szövetség 1-1 Jv illetve PB sportembert adhatott. A legidősebb játékvezető a japán Jamagisi Szacsiko (1973. október 21.) 41 évvel, a legfiatalabb a hondurasi Melissa Borjas (1986. október 20.) 28 évvel. A legidősebb asszisztens az észak-koreai Hong Kum-nyo (1973. október 11.) 41 évvel, a legfiatalabb az új-zélandi Sarah Walker (1990. május 3.) 25 évvel. A kijelölt játékvezetők és asszisztensek 2015. június 26-án Zürichben, majd két héttel a világtorna előtt Vancouverben vesznek rész továbbképzésen, egyben végrehajtják a szokásos elméleti és fizikai Cooper-tesztet. Végérvényesen itt döntenek a mérkőzésvezető és támogató játékvezetők személyéről. A meghívott játékvezetők közül 24-en mérkőzésvezetőként, 5-en 4. bíróként (tartalék) kaptak feladatot. Anna-Marie Keighley lett az első bírónő, aki egy világbajnokság keretében 5 mérkőzést irányított. Hárman, köztük Katerina Monzul, aki a döntőt vezette, 4-4 mérkőzést irányíthattak. Négyen 3-3, heten, köztük Kulcsár Katalin 2-2, míg kilencen 1-1 küldést teljesíthettek. Az asszisztensek közül mindenki kapott küldést, Sarah Walker egymaga 5 alkalommal volt partbíró.
| Afrika - Gladys Lengwe - Thérèse Neguel - Lidya Tafesse Partbírók - Ayawa Dzodope - Bernadettar Kwimbira - Souad Oulhaj - Lidwine Rakotozafinoro Európa - Teodora Albon - Stéphanie Frappart - Kulcsár Katalin - Pernilla Larsson - Efthalía Míci - Katerina Monzul - Esther Staubli - Bibiana Steinhaus - Carina Vitulano Partbírók - Yolanda Parga - Angela Kyriakou - Chrysoula Kourompylia - Tonja Paavola - Natalie Aspinall - Lucie Ratajová - Ella de Vries - Natalie Rachynska - Michelle O'Neill - Anna Nyström - Petruţa Iugulescu - Katrin Rafalski - Marina Wozniak - Sanja Rođak-Karšić - Manuela Nicolosi - Márii Súkeníkovej Észak-Amerika - Carol Anne Chenard - Michelle Pye - Margaret Domka Partbírók - Marie-Josée Charbonneau - Suzanne Morisset | Közép-Amerika - Quetzalli Alvarado - Lucia Venegas - Melissa Borjas Partbírók - Elizabeth Aguilar - Princess Berown - Enedina Caudillo - Mayte Chávez - Kimberly Moreira - Shirley Perello Dél-Amerika - Salomé di Iorio - Yeimy Martínez - Miranda Marilin - Claudia Umpierrez Partbírók - Liliana Bejarano - Mariana de Almeida - Maria Rocco - Luciana Mascaraña - Loreto Toloza - Janette Arcanjo Ázsia - Rita Binti Gani - Abirami Apbai Naidu - Csin Liang - Ri Hyang-ok - Jamagisi Szacsiko Partbírók - Fang Jen (Fang Yan) - Allyson Flynn - Sarah Ho - Hong Gumnjo (Hong Kum-nyo) - Kim Gjongmin (Kim Kyoung-min) - Widiya Shamsuri - Tesirogi Naomi Óceánia - Anna-Marie Keighley - Tupou Patia Partbírók - Lata Kaumatule - Sarah Walker |

## Csoportkör
Az időpontok helyi idő szerint, zárójelben magyar idő szerint értendők.
A csoportkörben minden csapat játszott a másik három csapattal egy-egy mérkőzést, így összesen 6 mérkőzésre került sor mind a négy csoportban. Három pont jár a győzelemért, egy pont döntetlen esetén, a vesztes csapat nem kap pontot. Minden csoportban az utolsó két mérkőzést azonos időpontban játszották. A csoportok első két helyezettje, valamint a négy legjobb harmadik kerül az egyenes kieséses szakaszba.
A csoportokban a következők szerint kellett a sorrendet meghatározni:
1. több szerzett pont az összes mérkőzésen (egy győzelemért 3 pont, egy döntetlenért 1 pont jár, a vereségért nem jár pont)
2. jobb gólkülönbség az összes mérkőzésen
3. több lőtt gól az összes mérkőzésen

Ha két vagy több csapat a fenti három kritérium alapján is azonos eredménnyel áll, akkor a következők szerint kell meghatározni a sorrendet:
1. több szerzett pont az azonosan álló csapatok között lejátszott mérkőzéseken
2. jobb gólkülönbség az azonosan álló csapatok között lejátszott mérkőzéseken
3. több lőtt gól az azonosan álló csapatok között lejátszott mérkőzéseken
4. sorsolás

| Jelmagyarázat                                                                   |
| ------------------------------------------------------------------------------- |
| A csoportok első és második helyezettje bejutott az egyenes kieséses szakaszba. |
| A csoportok harmadik és negyedik helyezettje kiesett.                           |

### A csoport
| Csapat    | M | Gy | D | V | G+ | G– | Gk | P |
| --------- | - | -- | - | - | -- | -- | -- | - |
| Kanada    | 3 | 1  | 2 | 0 | 2  | 1  | +1 | 5 |
| Kína      | 3 | 1  | 1 | 1 | 3  | 3  | 0  | 4 |
| Hollandia | 3 | 1  | 1 | 1 | 2  | 2  | 0  | 4 |
| Új-Zéland | 3 | 0  | 2 | 1 | 2  | 3  | –1 | 2 |

| 2015. június 6. 16:00 (0:00) |

| Kanada                    | 1–0               | Kína |
| ------------------------- | ----------------- | ---- |
| Sinclair 90+2' (11-esből) | (0–0) Jegyzőkönyv |      |

| Commonwealth Stadion, Edmonton Nézőszám: 53 058 Játékvezető: Katerina Monzul (ukrán) |

| 2015. június 6. 19:00 (3:00) |

| Új-Zéland | 0–1               | Hollandia   |
| --------- | ----------------- | ----------- |
|           | (0–1) Jegyzőkönyv | Martens 33' |

| Commonwealth Stadion, Edmonton Nézőszám: 53 058 Játékvezető: Quetzalli Alvarado (mexikói) |

| 2015. június 11. 16:00 (0:00) |

| Kína            | 1–0               | Hollandia |
| --------------- | ----------------- | --------- |
| Wang Lisi 90+1' | (0–0) Jegyzőkönyv |           |

| Commonwealth Stadion, Edmonton Nézőszám: 35 544 Játékvezető: Yeimy Martínez (kolumbiai) |

| 2015. június 11. 19:00 (3:00) |

| Kanada | 0–0         | Új-Zéland |
| ------ | ----------- | --------- |
|        | Jegyzőkönyv |           |

| Commonwealth Stadion, Edmonton Nézőszám: 35 544 Játékvezető: Bibiana Steinhaus (német) |

| 2015. június 15. 19:30 (1:30) |

| Hollandia      | 1–1               | Kanada       |
| -------------- | ----------------- | ------------ |
| Van de Ven 87' | (0–1) Jegyzőkönyv | Lawrence 10' |

| Olimpiai Stadion, Montréal Nézőszám: 45 420 Játékvezető: Ri Hyang-ok (észak-koreai) |

| 2015. június 15. 18:30 (1:30) |

| Kína                                       | 2–2               | Új-Zéland               |
| ------------------------------------------ | ----------------- | ----------------------- |
| Wang Lisi 41' (11-esből) Wang Shanshan 60' | (1–1) Jegyzőkönyv | Stott 28' Wilkinson 64' |

| Investors Group Field, Winnipeg Nézőszám: 26 191 Játékvezető: Kulcsár Katalin (magyar) |

### B csoport
| Csapat           | M | Gy | D | V | G+ | G– | Gk  | P |
| ---------------- | - | -- | - | - | -- | -- | --- | - |
| Németország      | 3 | 2  | 1 | 0 | 15 | 1  | +14 | 7 |
| Norvégia         | 3 | 2  | 1 | 0 | 8  | 2  | +6  | 7 |
| Thaiföld         | 3 | 1  | 0 | 2 | 3  | 10 | –7  | 3 |
| Elefántcsontpart | 3 | 0  | 0 | 3 | 3  | 16 | –13 | 0 |

| 2015. június 7. 13:00 (19:00) |

| Norvégia                                    | 4–0               | Thaiföld |
| ------------------------------------------- | ----------------- | -------- |
| Rønning 16' Herlovsen 29' 34' Hegerberg 68' | (3–0) Jegyzőkönyv |          |

| TD Place Stadion, Ottawa Nézőszám: 20 953 Játékvezető: Anna-Marie Keighley (új-zélandi) |

| 2015. június 7. 16:00 (22:00) |

| Németország                                                                        | 10–0              | Elefántcsontpart |
| ---------------------------------------------------------------------------------- | ----------------- | ---------------- |
| Šašić 3' 14' 31' Mittag 29' 35' 64' Laudehr 71' Däbritz 75' Behringer 79' Popp 85' | (5–0) Jegyzőkönyv |                  |

| TD Place Stadion, Ottawa Nézőszám: 20 953 Játékvezető: Carol Anne Chenard (kanadai) |

| 2015. június 11. 16:00 (22:00) |

| Németország | 1–1               | Norvégia   |
| ----------- | ----------------- | ---------- |
| Mittag 6'   | (1–0) Jegyzőkönyv | Mjelde 61' |

| TD Place Stadion, Ottawa Nézőszám: 18 987 Játékvezető: Teodora Albon (román) |

| 2015. június 11. 19:00 (1:00) |

| Elefántcsontpart      | 2–3               | Thaiföld                       |
| --------------------- | ----------------- | ------------------------------ |
| N'Guessan 4' Nahi 88' | (1–2) Jegyzőkönyv | Srimanee 26' 45+3' Chawong 75' |

| TD Place Stadion, Ottawa Nézőszám: 18 987 Játékvezető: Margaret Domka (amerikai) |

| 2015. június 15. 15:00 (22:00) |

| Thaiföld | 0–4               | Németország                               |
| -------- | ----------------- | ----------------------------------------- |
|          | (0–1) Jegyzőkönyv | Leupolz 24' Petermann 56' 58' Däbritz 73' |

| Investors Group Field, Winnipeg Játékvezető: Gladys Lengwe (zambiai) |

| 2015. június 15. 17:00 (22:00) |

| Elefántcsontpart | 1–3               | Norvégia                         |
| ---------------- | ----------------- | -------------------------------- |
| N'Guessan 71'    | (0–1) Jegyzőkönyv | Hegerberg 6' 62' Gulbrandsen 67' |

| Moncton Stadion, Moncton Játékvezető: Salomé di Iorio (argentin) |

### C csoport
| Csapat  | M | Gy | D | V | G+ | G– | Gk  | P |
| ------- | - | -- | - | - | -- | -- | --- | - |
| Japán   | 3 | 3  | 0 | 0 | 4  | 1  | +3  | 9 |
| Kamerun | 3 | 2  | 0 | 1 | 9  | 3  | +6  | 6 |
| Svájc   | 3 | 1  | 0 | 2 | 11 | 4  | +7  | 3 |
| Ecuador | 3 | 0  | 0 | 3 | 1  | 17 | –16 | 0 |

| 2015. június 8. 16:00 (1:00) |

| Kamerun                                                                                         | 6–0               | Ecuador |
| ----------------------------------------------------------------------------------------------- | ----------------- | ------- |
| Ngono Mani 34' Enganamouit 36' 73' 90+4' (11-esből) Manie 44' (11-esből) Onguéné 79' (11-esből) | (3–0) Jegyzőkönyv |         |

| BC Place, Vancouver Nézőszám: 25 942 Játékvezető: Kulcsár Katalin (magyar) |

| 2015. június 8. 19:00 (4:00) |

| Japán                 | 1–0               | Svájc |
| --------------------- | ----------------- | ----- |
| Mijama 29' (11-esből) | (1–0) Jegyzőkönyv |       |

| BC Place, Vancouver Nézőszám: 25 942 Játékvezető: Lucia Venegas (mexikói) |

| 2015. június 12. 16:00 (1:00) |

| Svájc                                                                                                   | 10–1              | Ecuador              |
| --- | ----------------- | -------------------- |
| Ponce 24' (öngól) 71' (öngól) Aigbogun 45+2' Humm 47' 49' 52' Bachmann 60' (11-esből) 61' 81' Moser 76' | (2–0) Jegyzőkönyv | Ponce 64' (11-esből) |

| BC Place, Vancouver Nézőszám: 31 441 Játékvezető: Rita Binti Gani (maláj) |

| 2015. június 12. 19:00 (4:00) |

| Japán                       | 2–1               | Kamerun    |
| --------------------------- | ----------------- | ---------- |
| Szamesima 6' Szugaszava 17' | (2–0) Jegyzőkönyv | Nchout 90' |

| BC Place, Vancouver Nézőszám: 31 441 Játékvezető: Pernilla Larsson (svéd) |

| 2015. június 16. 16:00 (23:00) |

| Ecuador | 0–1               | Japán    |
| ------- | ----------------- | -------- |
|         | (0–1) Jegyzőkönyv | Ógimi 5' |

| Investors Group Field, Winnipeg Nézőszám: 14 522 Játékvezető: Melissa Borjas (hondurasi) |

| 2015. június 16. 15:00 (23:00) |

| Svájc            | 1–2               | Kamerun                    |
| ---------------- | ----------------- | -------------------------- |
| Crnogorčević 24' | (1–0) Jegyzőkönyv | Onguéné 47' Ngono Mani 62' |

| Commonwealth Stadion, Edmonton Nézőszám: 10 177 Játékvezető: Claudia Umpierrez (uruguayi) |

### D csoport
| Csapat           | M | Gy | D | V | G+ | G– | Gk | P |
| ---------------- | - | -- | - | - | -- | -- | -- | - |
| Egyesült Államok | 3 | 2  | 1 | 0 | 4  | 1  | +3 | 7 |
| Ausztrália       | 3 | 1  | 1 | 1 | 4  | 4  | 0  | 4 |
| Svédország       | 3 | 0  | 3 | 0 | 4  | 4  | 0  | 3 |
| Nigéria          | 3 | 0  | 1 | 2 | 3  | 6  | –3 | 1 |

| 2015. június 8. 15:00 (22:00) |

| Svédország                                      | 3–3               | Nigéria                          |
| ----------------------------------------------- | ----------------- | -------------------------------- |
| Oparanozie 21' (öngól) Fischer 31' Sembrant 60' | (2–0) Jegyzőkönyv | Okobi 50' Oshoala 53' Ordega 87' |

| Investors Group Field, Winnipeg Nézőszám: 31 148 Játékvezető: Ri Hyang-Ok (észak-koreai) |

| 2015. június 8. 18:30 (1:30) |

| Egyesült Államok          | 3–1               | Ausztrália   |
| ------------------------- | ----------------- | ------------ |
| Rapinoe 12' 78' Press 61' | (1–1) Jegyzőkönyv | De Vanna 27' |

| Investors Group Field, Winnipeg Nézőszám: 31 148 Játékvezető: Claudia Umpierrez (uruguayi) |

| 2015. június 12. 16:00 (23:00) |

| Ausztrália    | 2–0               | Nigéria |
| ------------- | ----------------- | ------- |
| Simon 29' 68' | (1–0) Jegyzőkönyv |         |

| Investors Group Field, Winnipeg Nézőszám: 32 716 Játékvezető: Stéphanie Frappart (francia) |

| 2015. június 12. 19:00 (2:00) |

| Egyesült Államok | 0–0         | Svédország |
| ---------------- | ----------- | ---------- |
|                  | Jegyzőkönyv |            |

| Investors Group Field, Winnipeg Nézőszám: 32 716 Játékvezető: Jamagisi Szacsiko (japán) |

| 2015. június 16. 17:00 (2:00) |

| Nigéria | 0–1               | Egyesült Államok |
| ------- | ----------------- | ---------------- |
|         | (0–1) Jegyzőkönyv | Wambach 45'      |

| BC Place, Vancouver Nézőszám: 52 193 Játékvezető: Katerina Monzul (ukrán) |

| 2015. június 16. 18:00 (2:00) |

| Ausztrália  | 1–1               | Svédország    |
| ----------- | ----------------- | ------------- |
| De Vanna 5' | (1–1) Jegyzőkönyv | Jakobsson 15' |

| Commonwealth Stadion, Edmonton Nézőszám: 10 177 Játékvezető: Lucia Venegas (mexikói) |

### E csoport
| Csapat        | M | Gy | D | V | G+ | G– | Gk | P |
| ------------- | - | -- | - | - | -- | -- | -- | - |
| Brazília      | 3 | 3  | 0 | 0 | 4  | 0  | +4 | 9 |
| Dél-Korea     | 3 | 1  | 1 | 1 | 4  | 5  | –1 | 4 |
| Costa Rica    | 3 | 0  | 2 | 1 | 3  | 4  | –1 | 2 |
| Spanyolország | 3 | 0  | 1 | 2 | 2  | 4  | –2 | 1 |

| 2015. június 9. 16:00 (22:00) |

| Spanyolország | 1–1               | Costa Rica       |
| ------------- | ----------------- | ---------------- |
| Losada 13'    | (1–1) Jegyzőkönyv | R. Rodríguez 14' |

| Olimpiai Stadion, Montréal Nézőszám: 10 175 Játékvezető: Salomé di Iorio (argentin) |

| 2015. június 9. 19:00 (1:00) |

| Brazília                         | 2–0               | Dél-Korea |
| -------------------------------- | ----------------- | --------- |
| Formiga 33' Marta 53' (11-esből) | (1–0) Jegyzőkönyv |           |

| Olimpiai Stadion, Montréal Nézőszám: 10 175 Játékvezető: Esther Staubli (svájci) |

| 2015. június 13. 16:00 (22:00) |

| Brazília           | 1–0               | Spanyolország |
| ------------------ | ----------------- | ------------- |
| Andressa Alves 44' | (1–0) Jegyzőkönyv |               |

| Olimpiai Stadion, Montréal Nézőszám: 28 623 Játékvezető: Carol Anne Chenard (kanadai) |

| 2015. június 13. 19:00 (1:00) |

| Dél-Korea                                | 2–2               | Costa Rica                 |
| ---------------------------------------- | ----------------- | -------------------------- |
| Ji So-yun 21' (11-esből) Jeon Ga-eul 25' | (2–1) Jegyzőkönyv | Herrera 17' Villalobos 89' |

| Olimpiai Stadion, Montréal Nézőszám: 28 623 Játékvezető: Carina Vitulano (olasz) |

| 2015. június 17. 20:00 (1:00) |

| Costa Rica | 0–1               | Brazília             |
| ---------- | ----------------- | -------------------- |
|            | (0–0) Jegyzőkönyv | Raquel Fernandes 83' |

| Moncton Stadion, Moncton Nézőszám: 9543 Játékvezető: Efthalía Míci (görög) |

| 2015. június 17. 19:00 (1:00) |

| Dél-Korea                       | 2–1               | Spanyolország |
| ------------------------------- | ----------------- | ------------- |
| Cho So-hyun 53' Kim Soo-yun 78' | (0–1) Jegyzőkönyv | Boquete 29'   |

| TD Place Stadion, Ottawa Nézőszám: 21 562 Játékvezető: Anna-Marie Keighley (új-zélandi) |

### F csoport
| Csapat        | M | Gy | D | V | G+ | G– | Gk | P |
| ------------- | - | -- | - | - | -- | -- | -- | - |
| Franciaország | 3 | 2  | 0 | 1 | 6  | 2  | +4 | 6 |
| Anglia        | 3 | 2  | 0 | 1 | 4  | 3  | +1 | 6 |
| Kolumbia      | 3 | 1  | 1 | 1 | 4  | 3  | +1 | 4 |
| Mexikó        | 3 | 0  | 1 | 2 | 2  | 8  | –6 | 1 |

| 2015. június 9. 14:00 (19:00) |

| Franciaország | 1–0               | Anglia |
| ------------- | ----------------- | ------ |
| Le Sommer 29' | (1–0) Jegyzőkönyv |        |

| Moncton Stadion, Moncton Nézőszám: 11 686 Játékvezető: Efthalía Míci (görög) |

| 2015. június 9. 17:00 (22:00) |

| Kolumbia    | 1–1               | Mexikó       |
| ----------- | ----------------- | ------------ |
| Montoya 82' | (0–1) Jegyzőkönyv | V. Pérez 36' |

| Moncton Stadion, Moncton Nézőszám: 11 686 Játékvezető: Thérèse Neguel (kameruni) |

| 2015. június 13. 14:00 (19:00) |

| Franciaország | 0–2               | Kolumbia               |
| ------------- | ----------------- | ---------------------- |
|               | (0–1) Jegyzőkönyv | Andrade 19' Usme 90+3' |

| Moncton Stadion, Moncton Nézőszám: 13 138 Játékvezető: Csin Liang (kínai) |

| 2015. június 13. 17:00 (22:00) |

| Anglia               | 2–1               | Mexikó       |
| -------------------- | ----------------- | ------------ |
| Kirby 71' Carney 82' | (0–0) Jegyzőkönyv | Ibarra 90+1' |

| Moncton Stadion, Moncton Nézőszám: 13 138 Játékvezető: Anna-Marie Keighley (új-zélandi) |

| 2015. június 17. 16:00 (22:00) |

| Mexikó | 0–5               | Franciaország                                        |
| ------ | ----------------- | ---------------------------------------------------- |
|        | (0–4) Jegyzőkönyv | Delie 1' Ruiz 9' (öngól) Le Sommer 13' 36' Henry 80' |

| TD Place Stadion, Ottawa Nézőszám: 21 562 Játékvezető: Jamagisi Szacsiko (japán) |

| 2015. június 17. 16:00 (22:00) |

| Anglia                             | 2–1               | Kolumbia      |
| ---------------------------------- | ----------------- | ------------- |
| Carney 15' Williams 38' (11-esből) | (2–0) Jegyzőkönyv | Andrade 90+4' |

| Olimpiai Stadion, Montréal Nézőszám: 13 862 Játékvezető: Carol Anne Chenard (kanadai) |

### Harmadik helyezett csapatok sorrendje
Sorrend meghatározása
A FIFA versenyszabályzata alapján, a harmadik helyezettek sorrendjét az alábbiak alapján kell meghatározni:
1. az összes mérkőzésen szerzett több pont
2. az összes mérkőzésen elért jobb gólkülönbség
3. az összes mérkőzésen szerzett több gól
4. sorsolás

| Csoport | Csapat     | M | Gy | D | V | G+ | G– | Gk | P |
| ------- | ---------- | - | -- | - | - | -- | -- | -- | - |
| F       | Kolumbia   | 3 | 1  | 1 | 1 | 4  | 3  | +1 | 4 |
| A       | Hollandia  | 3 | 1  | 1 | 1 | 2  | 2  | 0  | 4 |
| C       | Svájc      | 3 | 1  | 0 | 2 | 11 | 4  | +7 | 3 |
| D       | Svédország | 3 | 0  | 3 | 0 | 4  | 4  | 0  | 3 |
| B       | Thaiföld   | 3 | 1  | 0 | 2 | 3  | 10 | –7 | 3 |
| E       | Costa Rica | 3 | 0  | 2 | 1 | 3  | 4  | –1 | 2 |

## Egyenes kieséses szakasz
|  |                        |                  |                       |                     |                        |                        |                        |               |               |               |                      |                      |                      |  |  |       |       |       |
|  | Nyolcaddöntők          | Nyolcaddöntők    | Nyolcaddöntők         |                     |                        | Negyeddöntők           | Negyeddöntők           | Negyeddöntők  |               |               | Elődöntők            | Elődöntők            | Elődöntők            |  |  | Döntő | Döntő | Döntő |
|  | Nyolcaddöntők          | Nyolcaddöntők    | Nyolcaddöntők         |                     |                        | Negyeddöntők           | Negyeddöntők           | Negyeddöntők  |               |               | Elődöntők            | Elődöntők            | Elődöntők            |  |  | Döntő | Döntő | Döntő |
|  | június 20. – Edmonton  |                  |                       |                     |                        |                        |                        |               |               |               |                      |                      |                      |  |  |       |       |       |
|  |                        |                  |                       |                     |                        |                        |                        |               |               |               |                      |                      |                      |  |  |       |       |       |
|  | A2                     | Kína             | 1                     |                     |                        |                        |                        |               |               |               |                      |                      |                      |  |  |       |       |       |
|  | A2                     | Kína             | 1                     | június 26. – Ottawa |                        |                        |                        |               |               |               |                      |                      |                      |  |  |       |       |       |
|  | C2                     | Kamerun          | 0                     |                     |                        |                        |                        |               |               |               |                      |                      |                      |  |  |       |       |       |
|  | C2                     | Kamerun          | 0                     |                     |                        | Kína                   | Kína                   | 0             |               |               |                      |                      |                      |  |  |       |       |       |
|  | június 22. – Edmonton  |                  |                       |                     |                        | Kína                   | Kína                   | 0             |               |               |                      |                      |                      |  |  |       |       |       |
|  |                        |                  | Egyesült Államok      | Egyesült Államok    | 1                      |                        |                        |               |               |               |                      |                      |                      |  |  |       |       |       |
|  | D1                     | Egyesült Államok | Egyesült Államok      | Egyesült Államok    | 1                      | 2                      |                        |               |               |               |                      |                      |                      |  |  |       |       |       |
|  | D1                     | Egyesült Államok |                       |                     |                        | 2                      | június 30. – Montréal  |               |               |               |                      |                      |                      |  |  |       |       |       |
|  | BEF3                   | Kolumbia         | 0                     |                     |                        |                        |                        |               |               |               |                      |                      |                      |  |  |       |       |       |
|  | BEF3                   | Kolumbia         | 0                     |                     |                        | Egyesült Államok       | Egyesült Államok       | 2             |               |               |                      |                      |                      |  |  |       |       |       |
|  | június 20. – Ottawa    |                  |                       |                     |                        | Egyesült Államok       | Egyesült Államok       | 2             |               |               |                      |                      |                      |  |  |       |       |       |
|  |                        |                  | Németország           | Németország         | 0                      |                        |                        |               |               |               |                      |                      |                      |  |  |       |       |       |
|  | B1                     | Németország      | Németország           | Németország         | 0                      | 4                      |                        |               |               |               |                      |                      |                      |  |  |       |       |       |
|  | B1                     | Németország      | június 26. – Montréal |                     |                        | 4                      |                        |               |               |               |                      |                      |                      |  |  |       |       |       |
|  | ACD3                   | Svédország       | 1                     |                     |                        |                        |                        |               |               |               |                      |                      |                      |  |  |       |       |       |
|  | ACD3                   | Svédország       | 1                     |                     |                        | Németország            | Németország            | 1 (5)         |               |               |                      |                      |                      |  |  |       |       |       |
|  | június 21. – Montréal  |                  |                       |                     |                        | Németország            | Németország            | 1 (5)         |               |               |                      |                      |                      |  |  |       |       |       |
|  |                        |                  | Franciaország         | Franciaország       | 1 (4)                  |                        |                        |               |               |               |                      |                      |                      |  |  |       |       |       |
|  | F1                     | Franciaország    | Franciaország         | Franciaország       | 1 (4)                  | 3                      |                        |               |               |               |                      |                      |                      |  |  |       |       |       |
|  | F1                     | Franciaország    |                       |                     |                        | 3                      | július 5. – Vancouver  |               |               |               |                      |                      |                      |  |  |       |       |       |
|  | E2                     | Dél-Korea        | 0                     |                     |                        |                        |                        |               |               |               |                      |                      |                      |  |  |       |       |       |
|  | E2                     | Dél-Korea        | 0                     |                     |                        | Egyesült Államok       | Egyesült Államok       | 5             |               |               |                      |                      |                      |  |  |       |       |       |
|  | június 21. – Moncton   |                  |                       |                     |                        | Egyesült Államok       | Egyesült Államok       | 5             |               |               |                      |                      |                      |  |  |       |       |       |
|  |                        |                  | Japán                 | Japán               | 2                      |                        |                        |               |               |               |                      |                      |                      |  |  |       |       |       |
|  | E1                     | Brazília         | Japán                 | Japán               | 2                      | 0                      |                        |               |               |               |                      |                      |                      |  |  |       |       |       |
|  | E1                     | Brazília         | június 27. – Edmonton |                     |                        | 0                      |                        |               |               |               |                      |                      |                      |  |  |       |       |       |
|  | D2                     | Ausztrália       | 1                     |                     |                        |                        |                        |               |               |               |                      |                      |                      |  |  |       |       |       |
|  | D2                     | Ausztrália       | 1                     |                     |                        | Ausztrália             | Ausztrália             | 0             |               |               |                      |                      |                      |  |  |       |       |       |
|  | június 23. – Vancouver |                  |                       |                     |                        | Ausztrália             | Ausztrália             | 0             |               |               |                      |                      |                      |  |  |       |       |       |
|  |                        |                  | Japán                 | Japán               | 1                      |                        |                        |               |               |               |                      |                      |                      |  |  |       |       |       |
|  | C1                     | Japán            | Japán                 | Japán               | 1                      | 2                      |                        |               |               |               |                      |                      |                      |  |  |       |       |       |
|  | C1                     | Japán            |                       |                     |                        | 2                      | július 1. – Edmonton   |               |               |               |                      |                      |                      |  |  |       |       |       |
|  | ABF3                   | Hollandia        | 1                     |                     |                        |                        |                        |               |               |               |                      |                      |                      |  |  |       |       |       |
|  | ABF3                   | Hollandia        | 1                     |                     |                        | Japán                  | Japán                  | 2             |               |               |                      |                      |                      |  |  |       |       |       |
|  | június 22. – Ottawa    |                  |                       |                     |                        | Japán                  | Japán                  | 2             |               |               |                      |                      |                      |  |  |       |       |       |
|  |                        |                  | Anglia                | Anglia              | 1                      |                        |                        | Bronzmérkőzés | Bronzmérkőzés | Bronzmérkőzés |                      |                      |                      |  |  |       |       |       |
|  | B2                     | Norvégia         | Anglia                | Anglia              | 1                      | 1                      |                        |               |               | Bronzmérkőzés |                      |                      |                      |  |  |       |       |       |
|  | B2                     | Norvégia         |                       |                     | június 27. – Vancouver | június 27. – Vancouver | június 27. – Vancouver |               |               |               | július 4. – Edmonton | július 4. – Edmonton | július 4. – Edmonton |  |  |       |       |       |
|  | F2                     | Anglia           | 2                     |                     | június 27. – Vancouver | június 27. – Vancouver | június 27. – Vancouver |               |               |               | július 4. – Edmonton | július 4. – Edmonton | július 4. – Edmonton |  |  |       |       |       |
|  | F2                     | Anglia           | 2                     |                     |                        | Anglia                 | Anglia                 | 2             | Németország   | Németország   | 0                    |                      |                      |  |  |       |       |       |
|  | június 21. – Vancouver |                  |                       |                     |                        | Anglia                 | Anglia                 | 2             | Németország   | Németország   | 0                    |                      |                      |  |  |       |       |       |
|  |                        |                  | Kanada                | Kanada              | 1                      |                        |                        | Anglia        | Anglia        | 1             |                      |                      |                      |  |  |       |       |       |
|  | A1                     | Kanada           | Kanada                | Kanada              | 1                      | 1                      |                        | Anglia        | Anglia        | 1             |                      |                      |                      |  |  |       |       |       |
|  | A1                     | Kanada           |                       |                     |                        |                        |                        |               |               |               |                      |                      |                      |  |  |       |       |       |
|  | CDE3                   | Svájc            | 0                     |                     |                        |                        |                        |               |               |               |                      |                      |                      |  |  |       |       |       |
|  | CDE3                   | Svájc            | 0                     |                     |                        |                        |                        |               |               |               |                      |                      |                      |  |  |       |       |       |

### Nyolcaddöntők
| 2015. június 20. 16:00 (22:00) |

| Németország                                      | 4–1               | Svédország   |
| ------------------------------------------------ | ----------------- | ------------ |
| Mittag 24' Šašić 36' (11-esből) 78' Marozsán 88' | (2–0) Jegyzőkönyv | Sembrant 82' |

| TD Place Stadion, Ottawa Nézőszám: 22 486 Játékvezető: Ri Hyang-ok (észak-koreai) |

| 2015. június 20. 17:30 (1:30) |

| Kína              | 1–0               | Kamerun |
| ----------------- | ----------------- | ------- |
| Wang Shanshan 12' | (1–0) Jegyzőkönyv |         |

| Commonwealth Stadion, Edmonton Nézőszám: 15 958 Játékvezető: Bibiana Steinhaus (német) |

| 2015. június 21. 14:00 (19:00) |

| Brazília | 0–1               | Ausztrália |
| -------- | ----------------- | ---------- |
|          | (0–0) Jegyzőkönyv | Simon 80'  |

| Moncton Stadion, Moncton Nézőszám: 12 054 Játékvezető: Teodora Albon (román) |

| 2015. június 21. 16:00 (22:00) |

| Franciaország          | 3–0               | Dél-Korea |
| ---------------------- | ----------------- | --------- |
| Delie 4' 48' Thomis 8' | (2–0) Jegyzőkönyv |           |

| Olimpiai Stadion, Montréal Nézőszám: 15 518 Játékvezető: Salomé di Iorio (argentin) |

| 2015. június 21. 16:30 (1:30) |

| Kanada       | 1–0               | Svájc |
| ------------ | ----------------- | ----- |
| Bélanger 52' | (0–0) Jegyzőkönyv |       |

| BC Place, Vancouver Nézőszám: 53 855 Játékvezető: Anna-Marie Keighley (új-zélandi) |

| 2015. június 22. 17:00 (23:00) |

| Norvégia        | 1–2               | Anglia                  |
| --------------- | ----------------- | ----------------------- |
| Gulbrandsen 54' | (0–0) Jegyzőkönyv | Houghton 61' Bronze 76' |

| TD Place Stadion, Ottawa Nézőszám: 19 829 Játékvezető: Esther Staubli (svájci) |

| 2015. június 22. 18:00 (2:00) |

| Egyesült Államok                | 2–0               | Kolumbia |
| ------------------------------- | ----------------- | -------- |
| Morgan 53' Lloyd 66' (11-esből) | (0–0) Jegyzőkönyv |          |

| Commonwealth Stadion, Edmonton Nézőszám: 19 412 Játékvezető: Stéphanie Frappart (francia) |

| 2015. június 23. 19:00 (4:00) |

| Japán                      | 2–1               | Hollandia        |
| -------------------------- | ----------------- | ---------------- |
| Arijosi 10' Szakagucsi 78' | (1–0) Jegyzőkönyv | Van de Ven 90+2' |

| BC Place, Vancouver Nézőszám: 28 717 Játékvezető: Lucila Venegas (mexikói) |

### Negyeddöntők
| 2015. június 26. 16:00 (22:00) |

| Németország                            | 1–1 (h. u.)                 | Franciaország                     |
| -------------------------------------- | --------------------------- | --------------------------------- |
| Šašić 84' (11-esből)                   | (0–0, 1–1, 1–1) Jegyzőkönyv | Nécib 64'                         |
| Büntetőpárbaj                          |                             |                                   |
| Behringer Laudehr Peter Marozsán Šašić | 5–4                         | Thiney Abily Nécib Renard Lavogez |

| Olimpiai Stadion, Montréal Nézőszám: 24 859 Játékvezető: Carol Chenard (kanadai) |

| 2015. június 26. 19:30 (1:30) |

| Kína | 0–1               | Egyesült Államok |
| ---- | ----------------- | ---------------- |
|      | (0–0) Jegyzőkönyv | Lloyd 51'        |

| TD Place Stadion, Ottawa Nézőszám: 24 141 Játékvezető: Carina Vitulano (olasz) |

| 2015. június 27. 14:00 (22:00) |

| Ausztrália | 0–1               | Japán        |
| ---------- | ----------------- | ------------ |
|            | (0–0) Jegyzőkönyv | Ivabucsi 87' |

| Commonwealth Stadion, Edmonton Nézőszám: 19 814 Játékvezető: Katerina Monzul (ukrán) |

| 2015. június 27. 16:30 (1:30) |

| Anglia                | 2–1               | Kanada       |
| --------------------- | ----------------- | ------------ |
| Taylor 11' Bronze 14' | (2–1) Jegyzőkönyv | Sinclair 42' |

| BC Place, Vancouver Nézőszám: 54 027 Játékvezető: Claudia Umpierrez (uruguayi) |

### Elődöntők
| 2015. június 30. 19:00 (1:00) |

| Egyesült Államok                | 2–0               | Németország |
| ------------------------------- | ----------------- | ----------- |
| Lloyd 69' (11-esből) O'Hara 84' | (0–0) Jegyzőkönyv |             |

| Olimpiai Stadion, Montréal Nézőszám: 51 176 Játékvezető: Teodora Albon (román) |

| 2015. július 1. 16:00 (0:00) |

| Japán                                       | 2–1               | Anglia                  |
| ------------------------------------------- | ----------------- | ----------------------- |
| Mijama 33' (11-esből) Bassett 90+2' (öngól) | (1–1) Jegyzőkönyv | Williams 40' (11-esből) |

| Commonwealth Stadion, Edmonton Nézőszám: 31 467 Játékvezető: Anna-Marie Keighley (új-zélandi) |

### Bronzmérkőzés
| 2015. július 4. 14:00 (22:00) |

| Németország | 0–1 (h. u.)                 | Anglia                   |
| ----------- | --------------------------- | ------------------------ |
|             | (0–0, 0–0, 0–0) Jegyzőkönyv | Williams 108' (11-esből) |

| Commonwealth Stadion, Edmonton Nézőszám: 21 483 Játékvezető: Ri Hyang-ok (észak-koreai) |

### Döntő
| 2015. július 5. 16:00 (1:00) |

| Egyesült Államok                      | 5–2               | Japán                          |
| ------------------------------------- | ----------------- | ------------------------------ |
| Lloyd 3' 5' 16' Holiday 14' Heath 54' | (4–1) Jegyzőkönyv | Ógimi 27' Johnston 52' (öngól) |

| BC Place, Vancouver Nézőszám: 53 341 Játékvezető: Kateryna Monzul (ukrán) |

| A 2015-ös női labdarúgó-világbajnokság győztese |
| · Egyesült Államok · 3. cím                     |